# Mont Nyohō
Vous lisez un « article de qualité » labellisé en 2017.
Le mont Nyohō (女峰山, Nyohō-san) est une montagne du Japon située à Nikkō, sur l'île de Honshū, au nord de l'agglomération de Tokyo. Ce stratovolcan culminant à 2 483 mètres d'altitude fait partie du complexe volcanique des monts Nikkō dans le parc national de Nikkō. Il émerge du sol de l'arc volcanique du Japon il y a environ 560 000 ans, lorsque débute la formation des monts Nikkō, et cesse toute activité volcanique il y a 86 000 ans. Objet de culte du shintoïsme depuis des temps immémoriaux, le volcan Nyohō devient aussi, au VIIIe siècle, en lien avec le mont Nantai voisin, une montagne sacrée du bouddhisme par la volonté du moine bouddhiste Shōdō Shōnin, ascète montagnard et propagateur de l'enseignement du Bouddha dans l'ancienne province de Shimotsuke. Les religieux du sanctuaire Futarasan de Nikkō, un site historique inscrit au patrimoine mondial, l'entretiennent comme lieu de pèlerinage.
Le développement de la pratique de l'exploration de l'espace montagnard japonais en tant que sport et loisir, conduit vers la fin du XIXe siècle par des Occidentaux et poursuivi par les Japonais après la Seconde Guerre mondiale, amène en toute saison de nombreux marcheurs le long des chemins de randonnée qui s'étirent sur ses pentes, et dans la vallée fluviale qui, dans le prolongement du versant effondré de son cratère, s'étend jusqu'au centre-ville de Nikkō.

## Toponymie
Littéralement, l'association des deux sinogrammes 女 (« femme ») et 峰 signifie « pic femme ». Le mont Nyohō (女峰山) serait la figure maternelle d'une famille de divinités du shintō dont le mont Nantai voisin serait le père, et le mont Tarō le fils aîné,. Plus largement, avec les monts Ōmanago et Komanago, respectivement sœur aînée et sœur cadette, les trois volcans des monts Nikkō symboliseraient la structure type de la famille japonaise,.
Le nom de la montagne s'écrit aussi « 女体山 », le mont Nyotai, et « 女貌山 », le mont Jobō, le sinogramme 体 signifiant « corps » et 貌 « forme »,,.

## Géographie

### Situation
Le mont Nyohō est entièrement situé dans la ville de Nikkō (préfecture de Tochigi), sur la plus grande île de l'archipel japonais : Honshū. Il fait partie de la ceinture de feu du Pacifique sur l'arc volcanique du Japon dans le Nord de la région de Kantō. Ce volcan est l'un des sommets des monts Nikkō, un complexe volcanique de l'Ouest de Nikkō dominé par le mont Nikkō-Shirane, son point culminant à 2 578 m d'altitude. Environ 120 km, à vol d'oiseau, au nord de l'agglomération de Tokyo, il se dresse dans le Sud du parc national de Nikkō qui s'étend, d'est en ouest, dans la partie centrale de Nikkō. Les côtes de l'océan Pacifique sont à environ 108 km à l'est, celles de la mer du Japon à environ 107 km au nord-ouest.
Du centre-ville de Nikkō, une route forestière permet d'accéder à la vallée fluviale qui s'étend sur environ 10 km au pied de son versant sud-est.
| \| Nantai Tarō Nyohō Akanagi Ōmanago Senjōgahara Nikkō-Shirane Komanago Lac Chūzenji Nikkō Rivière Daiya \| Le mont Nyohō dans les monts Nikkō. |
| Nantai Tarō Nyohō Akanagi Ōmanago Senjōgahara Nikkō-Shirane Komanago Lac Chūzenji Nikkō Rivière Daiya                                           |

| \| Mont Nyohō Lac Chūzenji Nikkō \| Vue aérienne du mont Nyohō dans les monts Nikkō. |
| Mont Nyohō Lac Chūzenji Nikkō                                                        |

### Topographie

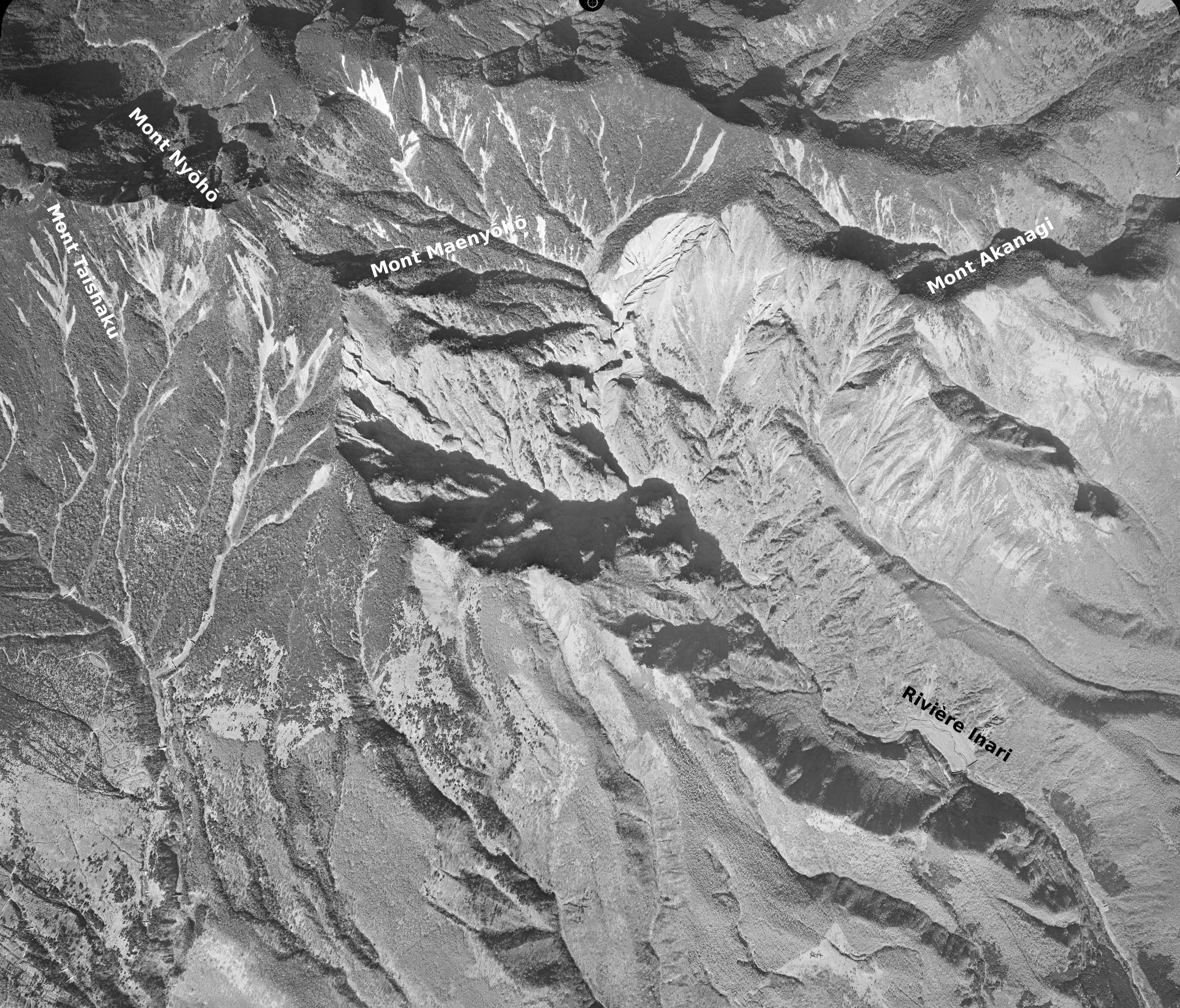
Vue aérienne du cratère du volcan Nyohō.

Le mont Nyohō est un volcan dont le sommet est un cratère d'explosion en forme de fer à cheval d'une largeur d'environ 3 km. L'érosion de ses pentes par les eaux de ruissellement a formé des ravins profonds et des encoches rocheuses radiales sur ses versants comme dans son cratère. Une large partie de son versant sud-est est ouverte, du sommet jusqu’à la base, sur un canyon prolongé par une vallée fluviale : la vallée d'Unryū (altitude 1 500 m),.
Son point culminant, à l’altitude de 2 483 m, est un dôme de lave sur le rebord occidental du cratère sommital dont l'érosion a sculpté un autre sommet d'une altitude moindre : le mont MaeNyohō (2 359 m). Son versant occidental est relié par un chemin de crête au mont Taishaku (2 455 m), et, sur son flanc oriental émerge un dôme volcanique : le mont Akanagi. Au début de sa formation, le mont Nyohō ne formait avec ce dernier qu'un seul et même édifice volcanique qui s'est érodé au cours du temps.

### Panorama

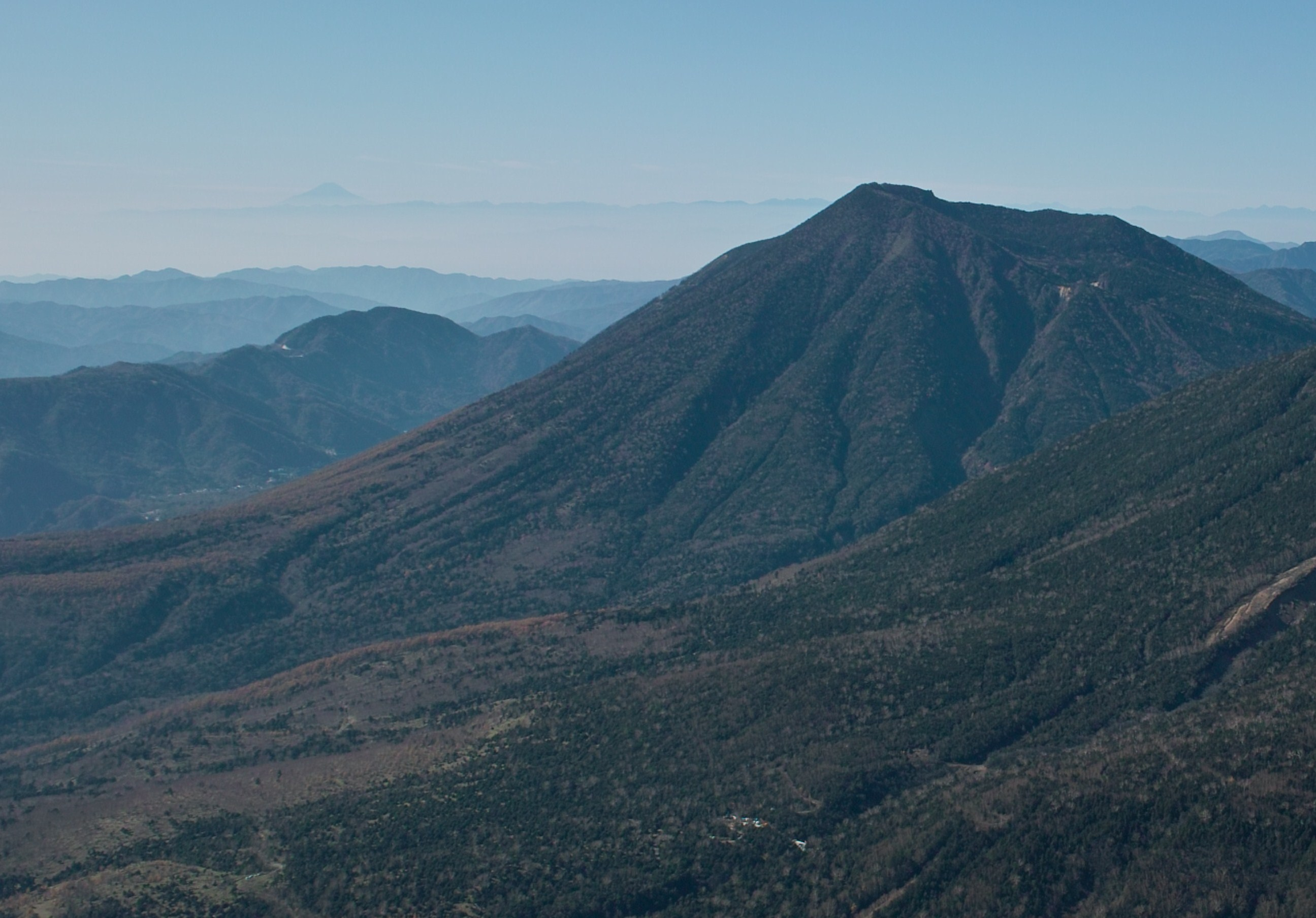
Le mont Nantai et le mont Fuji, au loin, vus de la cime du volcan Nyohō.

Le sommet du mont Nyohō offre une vue panoramique sur les autres volcans des monts Nikkō au sud-ouest et à l'ouest, et, au sud-est, sur les quartiers les plus peuplés de Nikkō, le long de la rivière Daiya, et, plus largement, la plaine de Kantō.
Au loin, par temps très clair, il est possible de voir ou d'apercevoir le mont Hiuchi du village de Hinoemata dans la préfecture voisine de Fukushima, la plus haute montagne de la région de Tōhoku, l'océan Pacifique à l'est, et le mont Fuji, distant de 170 km au sud-ouest.
Lorsque le ciel est bien dégagé, le mont Nyohō est visible du haut des immeubles élevés de la capitale japonaise, du dernier étage du Sunshine 60 par exemple, un gratte-ciel du quartier d'Ikebukuro.

### Géologie
La base du mont Nyohō repose sur des roches sédimentaires datant de l'époque géologique du Jurassique supérieur (163,5 - 145 Ma) et des roches d'origine volcanique datant de la fin du Crétacé (145 - 66 Ma),. Du fait de sa structure résultant de la superposition de coulées de lave, de coulées pyroclastiques et de tephras, ce volcan se range parmi les stratovolcans. Il est essentiellement composé de roches magmatiques et plus particulièrement d'andésite, de basalte et de dacite,. Les éruptions majoritairement explosives qui marquent sa période d'activité le classent, de plus, parmi les volcans gris. L'une d'entre elles est à l'origine du dôme de lave qui constitue son point culminant, sur le rebord de son cratère.

### Hydrographie
De nombreux cours d'eau prennent leur source sur les pentes du mont Nyohō, abondamment arrosées lors des périodes pluvieuses au printemps et en été. Le long du versant sud-est du volcan, des ruisseaux donnent naissance à de nombreuses chutes d'eau telles que les cascades Akana et Ōshika, sections du ruisseau Akana, Tomoshirazu, Nana et Kuroiwa, la grande chute d'eau et la chute Unryū qui mesure 7 m dans sa plus grande largeur et 160 m de hauteur (trois sauts),,. Dans la vallée d'Unryū, ils convergent et forment la rivière Inari, un cours d'eau qui s'écoule sur 8,6 km, dans un bassin versant d'une superficie de 11,8 km2, et rejoint la rivière Daiya dans l'Est du quartier Sannai, site historique des sanctuaires et temples de Nikkō inscrits au patrimoine mondial depuis 1999,. Sur son versant nord, la rivière Nokadozawa et des ruisseaux alimentent des zones humides dont les eaux contribuent au bassin versant de la rivière Kinu, un affluent du fleuve Tone,. Des rus, creusant leur sillon sur la face sud-ouest du volcan, rejoignent un réseau de petits cours d'eau dont les flots forment, le long de la face est du mont Ōmanago voisin, la rivière Arasawa. Longue d'environ 10 km, celle-ci chemine au pied du mont Tanze, et trouve son embouchure : la rivière Daiya, au-delà de la route nationale 120, dans le quartier Kujira à Nikkō. La rivière Tamosawa, un autre affluent de rive gauche de la Daiya-gawa, prend sa source au mont Nyohō, et termine son parcours, long de 7 km entre les rivières Inari et Arasawa, dans le quartier de Hanaishi,.

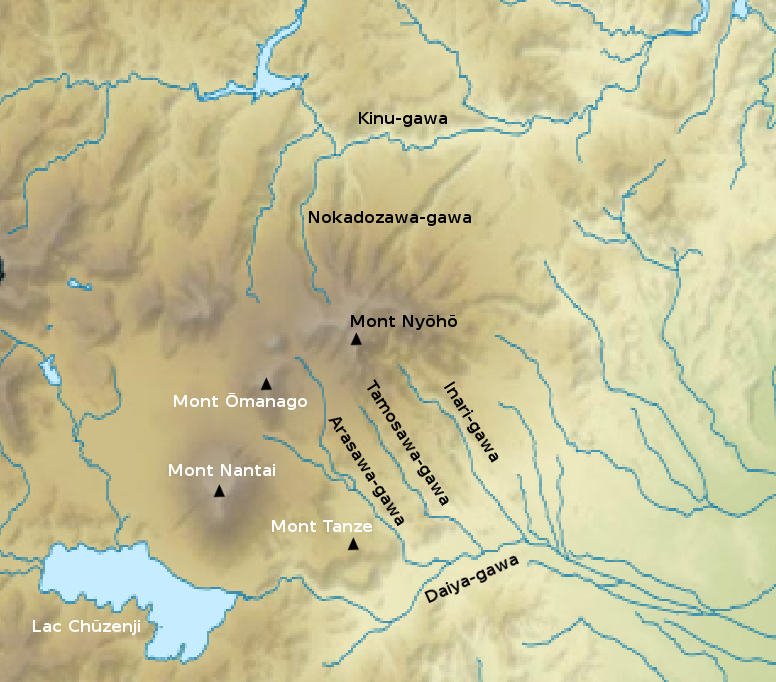
Réseau hydrographique du mont Nyohō.
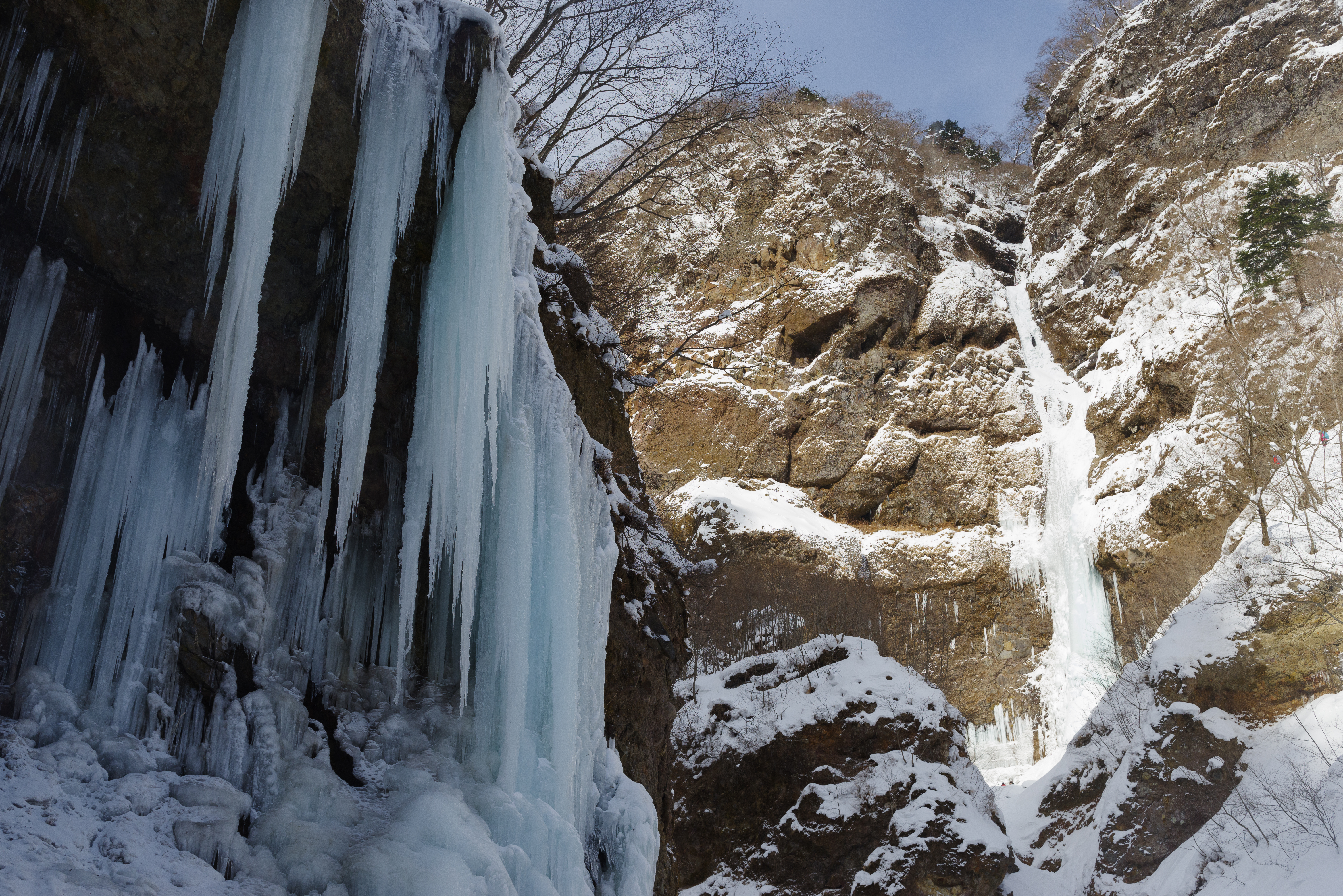
La chute Unryū figée par le froid hivernal.
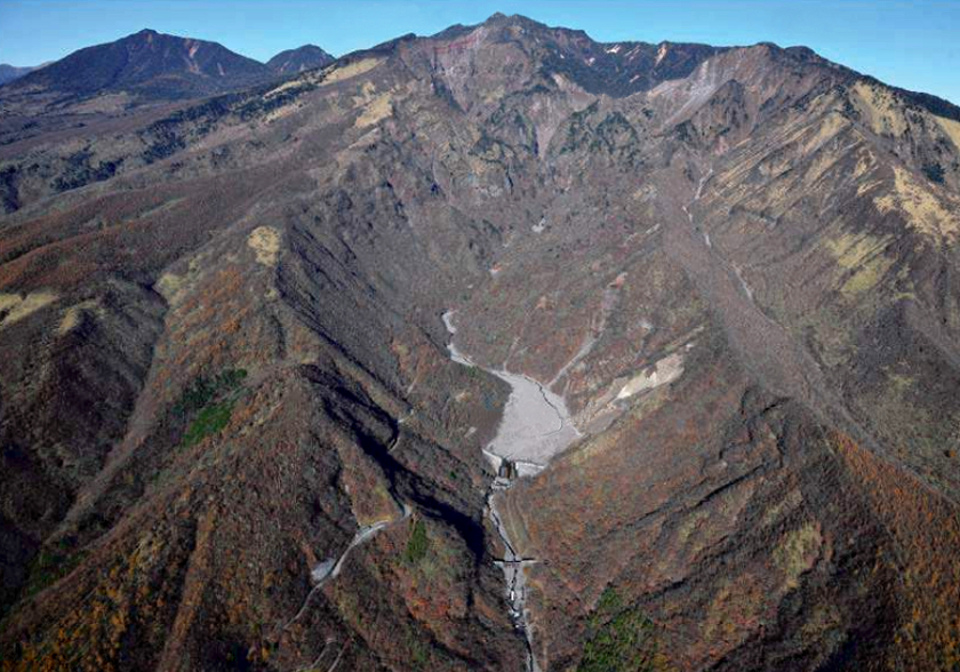
Le cours de la rivière Inari dans la vallée d'Unryū.
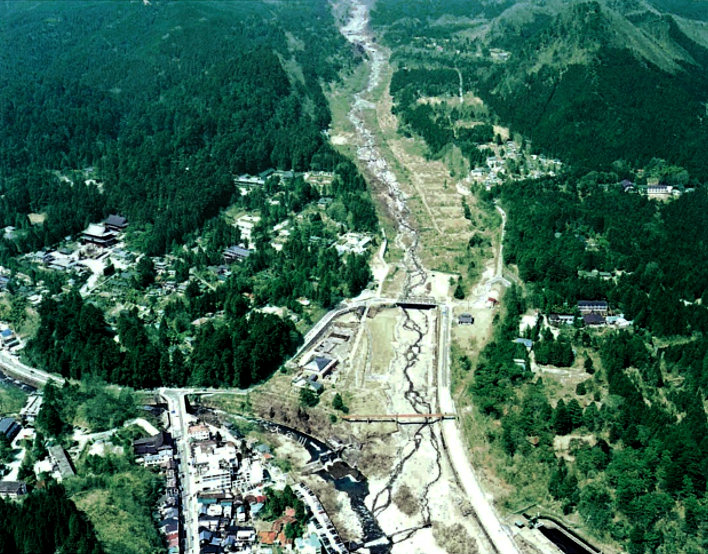
Le point de confluence entre les rivières Inari et Daiya, à Nikkō.

### Climat
Le climat du mont Nyohō correspond à celui d'Oku-Nikkō, la partie sud-ouest de la ville de Nikkō. Il est du type continental humide. La température annuelle moyenne est d'environ 7 °C et les précipitations annuelles sont de 2 169 mm. L'hiver le mercure peut descendre jusqu'à −9 °C et grimper jusqu'à 23 °C en été.
En hiver, un vent froid et humide venu de Sibérie, via la mer du Japon, apporte de la neige sur les sommets des monts Nikkō.
| Mois                                | jan.  | fév.  | mars  | avril | mai   | juin  | jui.  | août  | sep.  | oct.  | nov.  | déc.  | année   |
| ----------------------------------- | ----- | ----- | ----- | ----- | ----- | ----- | ----- | ----- | ----- | ----- | ----- | ----- | ------- |
| Température minimale moyenne (°C)   | −8,1  | −8,8  | −5,1  | 0,1   | 5,1   | 10,1  | 14,4  | 15,3  | 11,6  | 5,1   | −0,2  | −5    | 2,9     |
| Température moyenne (°C)            | −4,1  | −3,9  | −0,7  | 5     | 9,9   | 13,7  | 17,7  | 18,7  | 14,9  | 9,1   | 4     | −1    | 6,9     |
| Température maximale moyenne (°C)   | −0,4  | 0     | 3,6   | 10    | 14,8  | 17,7  | 21,6  | 22,6  | 18,6  | 13,2  | 8,2   | −2,9  | 10,3    |
| Ensoleillement (h)                  | 170,2 | 162,1 | 188,1 | 185,9 | 167,8 | 107   | 108,3 | 128,3 | 100,4 | 128,9 | 152,7 | 164,7 | 1 764,4 |
| Précipitations (mm)                 | 52,3  | 58,8  | 109,4 | 157,8 | 174,6 | 220,9 | 277   | 394,2 | 363,2 | 201,8 | 107,6 | 51,4  | 2 169   |
| dont neige (cm)                     | 114   | 124   | 113   | 23    | 0     | 0     | 0     | 0     | 0     | 1     | 12    | 62    | 449     |
| Nombre de jours avec précipitations | 15    | 15    | 19    | 16    | 16    | 20    | 23    | 20    | 22    | 15    | 11    | 10    | 202     |
| Humidité relative (%)               | 65    | 65    | 66    | 68    | 75    | 85    | 87    | 87    | 87    | 80    | 71    | 66    | 75      |
| Nombre de jours avec neige          | 25,1  | 21,8  | 29,9  | 6,8   | 0,8   | 0     | 0     | 0     | 0     | 0,6   | 6,5   | 20    | 101,5   |
| Nombre de jours avec brouillard     | 2,8   | 4,8   | 5,8   | 9,4   | 12,9  | 14,7  | 17,6  | 15,3  | 14,9  | 11,4  | 6,6   | 4,3   | 120,3   |

| Diagramme climatique                                  |           |              |            |              |               |             |               |               |              |              |            |
| J                                                     | F         | M            | A          | M            | J             | J           | A             | S             | O            | N            | D          |
| −0,4−8,152,3                                          | 0−8,858,8 | 3,6−5,1109,4 | 100,1157,8 | 14,85,1174,6 | 17,710,1220,9 | 21,614,4277 | 22,615,3394,2 | 18,611,6363,2 | 13,25,1201,8 | 8,2−0,2107,6 | −2,9−551,4 |
| Moyennes : • Temp. maxi et mini °C • Précipitation mm |           |              |            |              |               |             |               |               |              |              |            |

### Faune et flore
Situé dans le Sud du parc de Nikkō, un parc national d'une superficie de 1 149,08 km2 administré par le ministère de l'Environnement du Japon depuis sa création en 1934,, le mont Nyohō constitue un biotope favorable à la cohabitation de nombreuses espèces d'oiseaux sauvages et ses pentes offrent un terrain fertile pour diverses variétés de plantes. Il fait partie d'une zone importante pour la conservation des oiseaux : Oku-Nikkō, le Sud-Est d'un site naturel protégé de 3 130 km2 qui recouvre une partie de chacune des quatre préfectures de Tochigi, Gunma, Niigata et Fukushima. En outre, le ministère de l'Environnement a placé sous sa protection une zone s'étendant au-delà de 2 200 m, la déclarant « zone naturelle spéciale d'intérêt floristique ».

#### Faune
Les pentes boisées du mont Nyohō abritent des mammifères communs dans la région comme le cerf Sika (Cervus nippon), le macaque japonais (Macaca fuscata), le lièvre du Japon (Lepus brachyurus), l'écureuil du Japon (Sciurus lis) et le muscardin du Japon (Glirulus japonicus), un rongeur omnivore. Bien que devenus rares, la martre du Japon (Martes melampus), l'ours noir d'Asie (Ursus thibetanus) et le saro du Japon (Capricornis crispus) peuvent être aperçus,.
Des coléoptères du genre Monochamus, les libellules Sympetrum frequens et Sympetrum infuscatum, des papillons tels que le grand sylvain (Limenitis populi), le morio (Nymphalis antiopa), la vanesse du saule (Nymphalis xanthomelas), l'échancré (Libythea celtis) et le grand porte-queue (Papilio machaon) peuplent les forêts du volcan. La montagne et les ruisseaux qui naissent sur ses pentes sont aussi l'habitat du serpent ratier des forêts du Japon (Euprepiophis conspicillata), un reptile non venimeux, de la salamandre noire du Japon (Hynobius nigrescens), de l'onychodactyle du Japon (Onychodactylus japonicus), du crapaud commun du Japon (Bufo japonicus), une proie de choix pour l'épouvantail des montagnes (Rhabdophis tigrinus), un reptile capable de recycler les toxines produites par les grenouilles et crapauds dont il se nourrit,.
Le mont Nyohō est surtout l'environnement naturel de nombreuses espèces d'oiseaux. Des passereaux tels que le pouillot boréal (Phylloscopus borealis), le roitelet huppé (Regulus regulus), la mésange boréale (Poecile montanus), la mésange noire (Periparus ater), la mésange de Chine (Parus minor), la bouscarle chanteuse (Horornis diphone), le cassenoix moucheté (Nucifraga caryocatactes), l'accenteur du Japon (Prunella rubida), l'accenteur alpin (Prunella collaris), le troglodyte mignon (Troglodytes troglodytes), la corneille noire (Corvus corone), le rossignol à flancs roux (Tarsiger cyanurus), le pipit à dos olive (Anthus hodgsoni) et le pinson du Nord (Fringilla montifringilla) y font leurs nids. Le martinet de Sibérie (Apus pacificus), le coucou fugitif (Hierococcyx fugax), le coucou de l'Himalaya (Cuculus saturatus), le petit coucou (Cuculus poliocephalus), le coucou gris (Cuculus canorus), la pie-grièche bucéphale (Lanius bucephalus), le pic kisuki (Dendrocopos kizuki) et le pic épeiche (Dendrocopos major) habitent aussi la montagne et ses environs,.

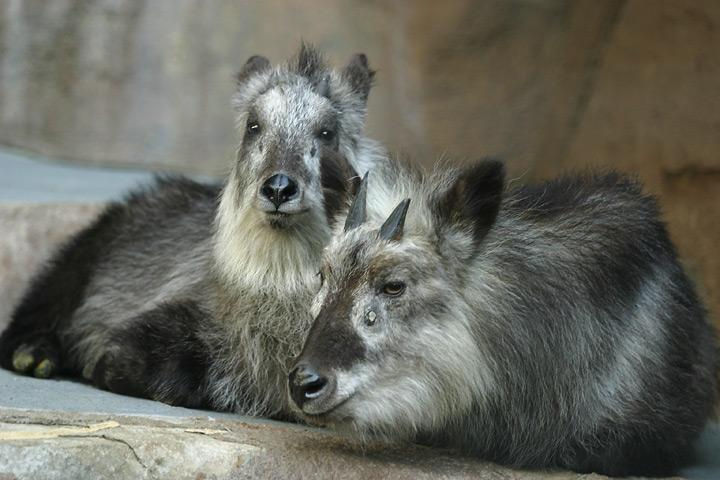
Le saro du Japon (Capricornis crispus).
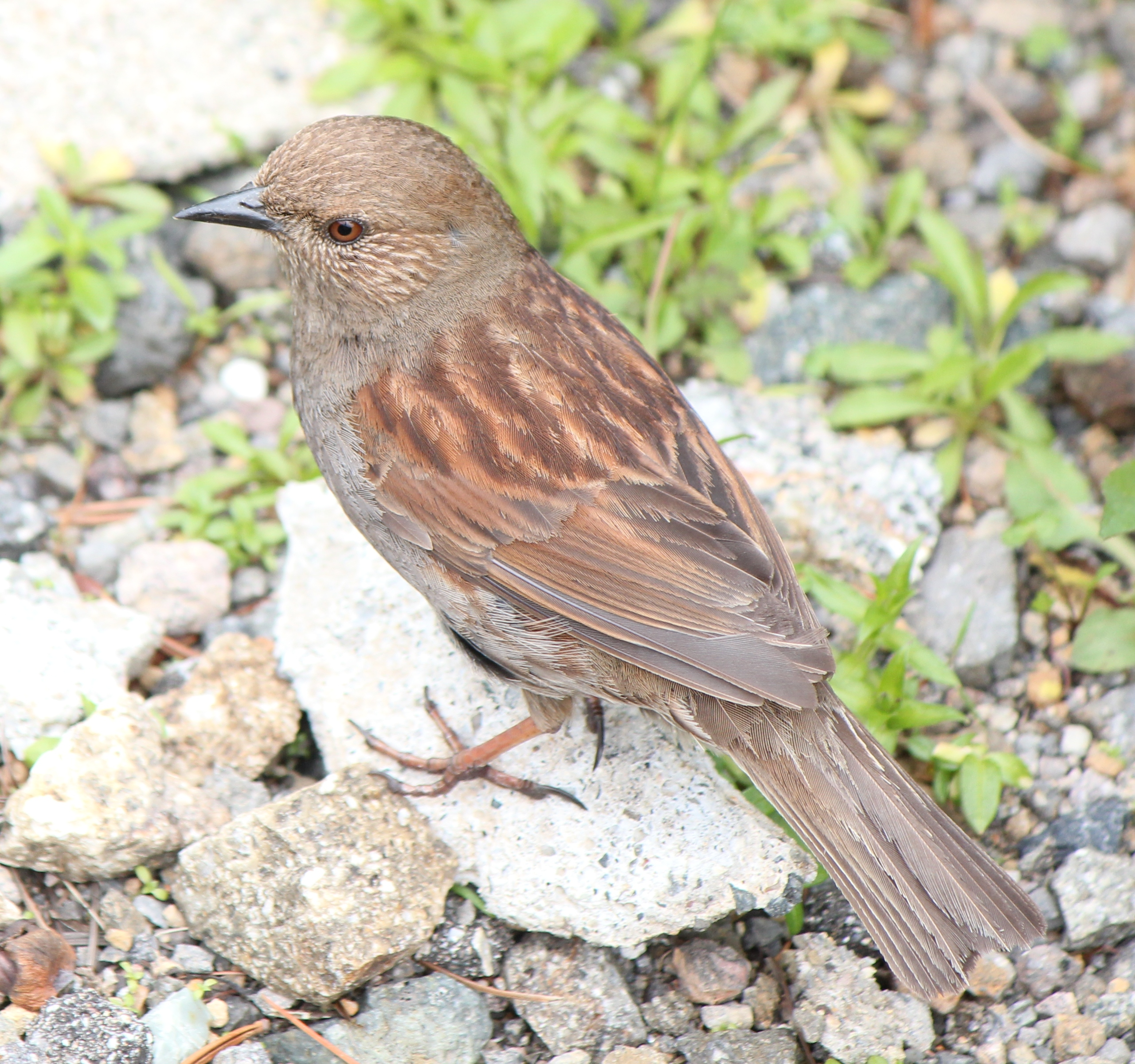
L'accenteur du Japon (Prunella rubida).
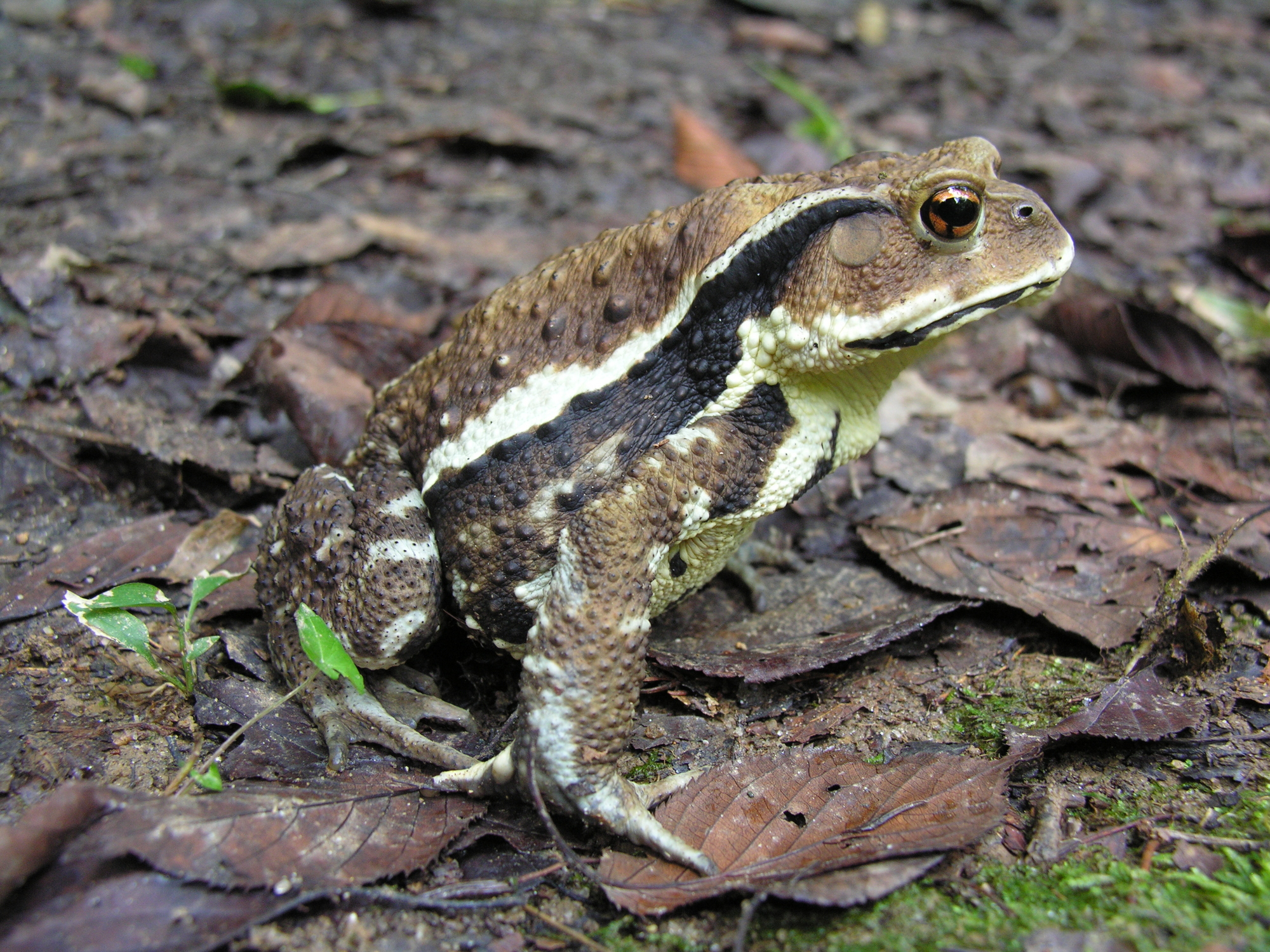
Le crapaud commun du Japon (Bufo japonicus).

#### Flore

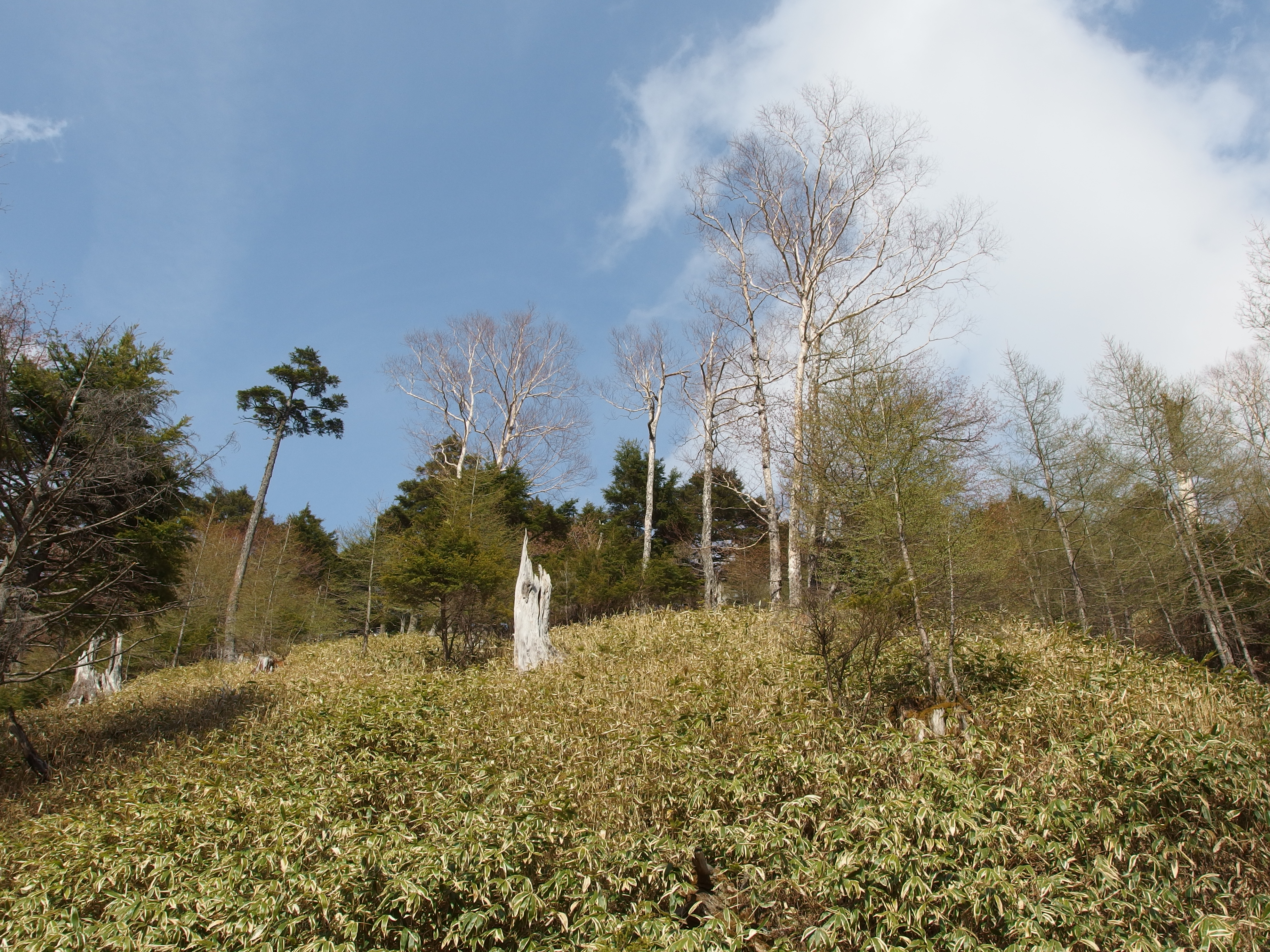
Végétation sur les pentes du mont Nyohō au printemps.

Les contreforts du mont Nyohō sont couverts d'une forêt de hêtres du Japon (Fagus crenata) parsemée de mélèzes (Larix kaempferi), de pruches du Japon (Tsuga diversifolia), de cerisiers des montagnes d'Ezo (Prunus sargentii) et d'érables du Japon (Acer palmatum), une configuration végétale particulièrement appréciée des Japonais en automne lorsque les feuilles d'érables virent au rouge sang et celles des hêtres au jaune vif,. L'étage montagnard comprend aussi une sous-espèce du chêne de Mongolie (Quercus mongolica) endémique du Japon, des pins nains de Sibérie (Pinus pumila), Elliottia paniculata, des bambous (Sasa veitchii) et des sapins tels que le sapin de Nikkō (Abies homolepis), le sapin de Veitch (Abies veitchii) et Abies mariesii. Au printemps et en été, il s'anime de quelques couleurs à la suite de la floraison de colonies de séneçons de Nikkō (Nemosenecio nikoensis), de balsamines des bois (Impatiens noli-tangere), de reines-des-bois (Aruncus dioicus), de trientales d'Europe (Trientalis europaea) et de violettes de Corée (Viola grypoceras),.

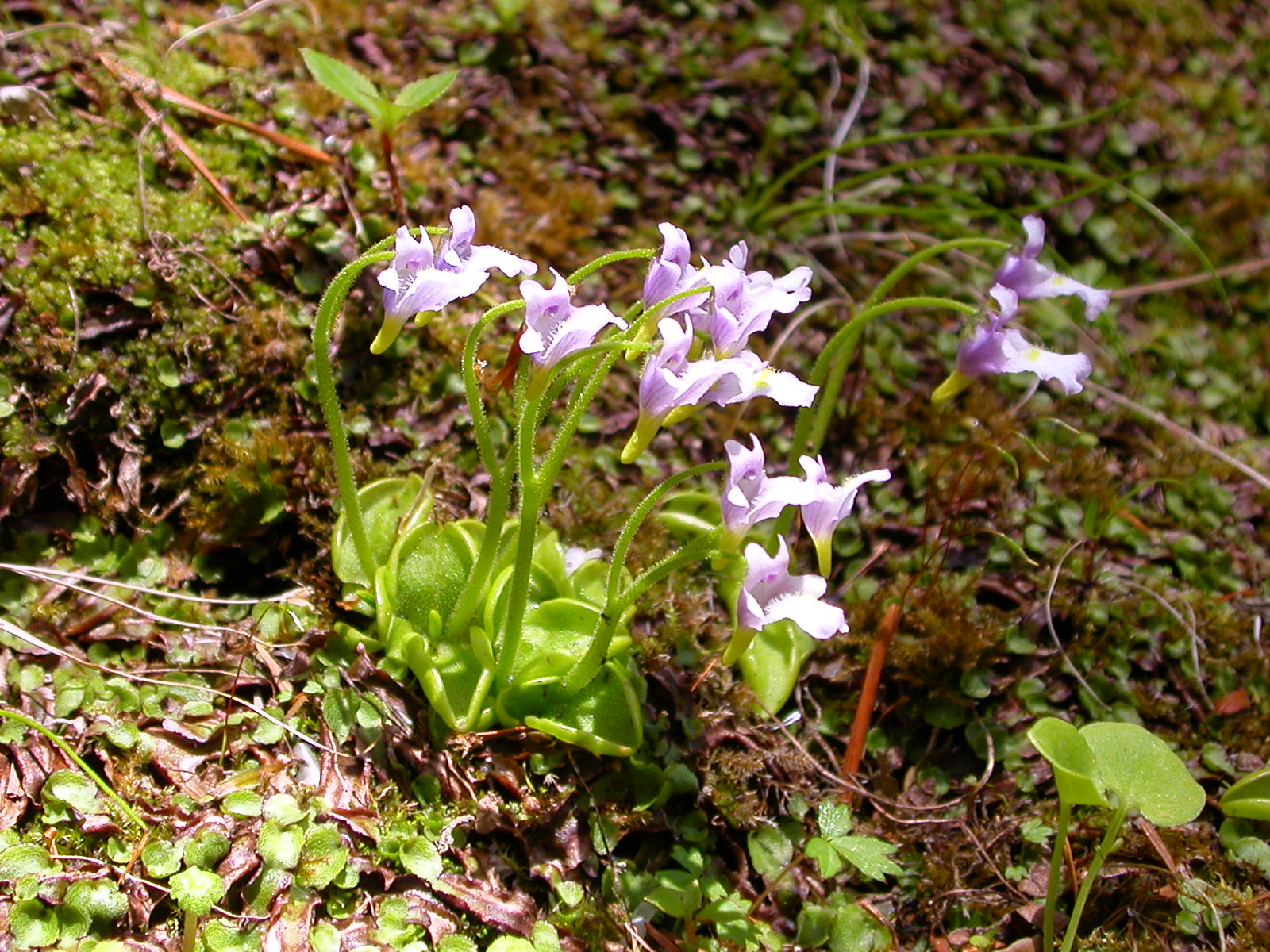
La grassette du Japon (Pinguicula ramosa).

À l'étage subalpin, apparaissent la savoyane (Coptis trifolia), l'orpin rose (Rhodiola rosea), la diapensie de Laponie (Diapensia lapponica), Cassiope lycopodioides, Galearis fauriei, une espèce d'orchidée endémique du Japon, le fraisier du Japon (Fragaria nipponica), la myrtille des marais (Vaccinium uliginosum) et diverses espèces de rhododendrons comme l'azalée à cinq pétales (Rhododendron quinquefolium), Rhododendron kaempferi, Rhododendron tschonoskii et Rhododendron albrechtii,. Au tout début du XXe siècle, Ioki Bunsai (1863 - 1906), un artiste peintre de l'école Yō-ga, formé auprès de Takahashi Yuichi, et un de ses amis, l'avocat Jō Kazuma (1864 - 1924）, se rendent sur les pentes du mont Nyohō pour cueillir des plantes. De leur promenade en montagne, ils ramènent une espèce inconnue d'orchidée. Enregistrée sous le nom de Nyohōchidori en référence à la montagne,, celle-ci est décrite et nommée Orchis joo-iokiana, en 1902, par le botaniste japonais Tomitarō Makino.
Au-delà des 2 000 m se prolonge le domaine du bouleau d'Erman (Betula ermanii). Jusqu'aux abords du sommet, les espèces du genre Rhododendron, Rhododendron brachycarpum et Rhododendron degronianum, cohabitent avec le cerisier alpin du Japon (Prunus nipponica), Gentiana algida, des sous-arbrisseaux comme Vaccinium vitis-idaea et une variété asiatique de la camarine noire (Empetrum nigrum),. Quelques parois rocheuses hébergent la bruyère de montagne du Japon (Phyllodoce nipponica) et une plante carnivore rare : la grassette du Japon (Pinguicula ramosa), classée monument naturel spécial national par l'agence pour les Affaires culturelles en 1952,.

## Histoire

### Histoire éruptive
Il y a environ 560 000 ans, par accumulation de coulées de lave et d'éjectas, le mont Nyohō émerge de la croûte terrestre, sur l'arc volcanique nord-est de l'île de Honshū. Avec celle du mont Akanagi voisin, sa formation marque le début de l'activité volcanique des monts Nikkō,. Le développement de l'édifice volcanique s'étend sur une période d'environ 290 000 ans ; il résulte de l'épanchement à la surface du sol d'un volume équivalent en « roche dense » (DRE) d'environ 18,16 km3. Puis, après une période de sommeil de 110 000 ans, le mont Nyohō entre en éruption, produisant des coulées pyroclastiques et des coulées de lave jusqu'à 130 000 BP. Durant cette phase d'activité éruptive, autour de 135 000 BP, des séries d'éruptions phréatiques provoquent des avalanches de débris rocheux le long de ses pentes et, finalement, l'écroulement d'une partie du versant sud-est de son cratère. Le volume DRE de blocs de roche volcanique arrachés aux flancs de la montagne, estimé à au moins 0,79 km3, forme, au pied du volcan, une étendue rocheuse d'une superficie de 27,92 km2,. Avant de s'éteindre il y a 86 000 ans, le volcan Nyohō se manifeste de nouveau pendant une période d'environ 14 000 ans, ses éruptions explosives successives produisant un volume total de magma estimé à 3,7 km3,.
L'Agence météorologique du Japon, se conformant à des normes internationales depuis 2003, considère qu'un volcan est actif s'il est entré en éruption au cours de l'Holocène, soit depuis les 10 000 dernières années environ, ou s'il manifeste une activité géothermique importante. Par conséquent, elle ne classe pas le mont Nyohō dans sa liste des volcans actifs du Japon.

### Histoire humaine

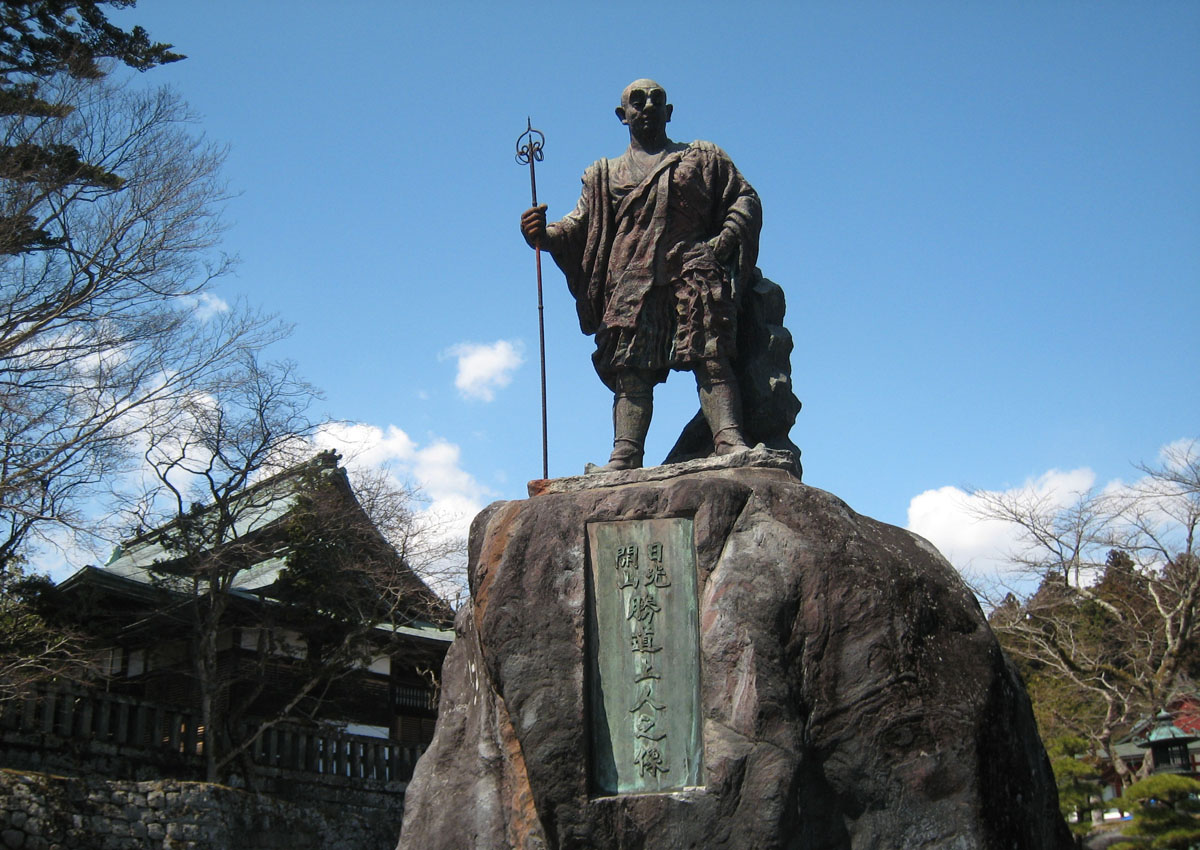
Statue de Shōdō Shōnin devant le Rinnō-ji à Nikkō.

Dans l'ancienne province de Shimotsuke, le volcan Nyohō est, depuis des temps immémoriaux, un goshintai, la résidence d'une divinité vénérée par la population locale, suivant les croyances du shintō, religion autochtone, pour les cours d'eau qui naissent de ses pentes et alimentent en eau les rizières.
En 782, Shōdō Shōnin (735-817), un moine bouddhiste, réussit, en plus de deux jours, l'ascension du versant sud du mont Nantai à partir du lac Chūzenji,. En 767, une première tentative d'accéder au sommet du volcan par sa face nord avait échoué,. Parti du temple Shihonryū — l'actuel Rinnō-ji — qu'il vient de bâtir près du Shinkyō, un pont de bois au nord de la rivière Daiya, il grimpe successivement au sommet du mont Nyohō, par sa face sud-est, du mont Taishaku et du mont Komanago. La descente du versant occidental de ce dernier le conduit au pied du mont Tarō d'où il atteint, en traversant le haut plateau Senjō le long de la face ouest du mont Ōmanago, le contrebas de la face nord du mont Nantai. Mais la neige abondante et la configuration rocheuse de la montagne l'empêchent de parvenir à son sommet. Reprenant sa route sur le plateau Senjō, il contourne le volcan et découvre, au pied de son versant sud, le lac Chūzenji,,. L'exploration de la partie orientale des monts Nikkō par saint Shōdō consacre ce territoire comme terre sacrée du bouddhisme et du shintoïsme. Suivant les traces de son prédécesseur, Kōbō-Daishi, moine bouddhiste fondateur de l'école Shingon, fait construire en 820, au pied du volcan Nyohō, un sanctuaire dédié à Takinoo, une manifestation d'un bouddha dont la montagne serait le réceptacle,. Aux siècles suivants, les pratiques ascétiques héritées de Shōdō et les pèlerinages méditatifs et spirituels se développent dans les monts Nikkō — principalement, autour des monts Nantai, Tarō et Nyohō —, deviennent populaires à l'époque de Kamakura (1185 - 1333) et prospèrent à l'époque d'Edo (1603 - 1868) sous le patronage de la dynastie des shoguns Tokugawa.
Le shintoïsme, tout comme le bouddhisme, impose des interdits en rapport avec tout ce qui touche au sang. Les femmes, par exemple, du fait de la menstruation, sont considérées comme impures. En conséquence, elles sont exclues des lieux saints des deux religions, en particulier des montagnes comme le mont Nyohō. À la fin de l'époque d'Edo, les autorités religieuses, soucieuses d'attirer davantage de croyants aux temples et sanctuaires, commencent à envisager la levée de l'interdiction faite aux femmes d'escalader les montagnes sacrées afin de favoriser leur visite des lieux saints construits au pied des montagnes ou sur leurs pentes. En mars 1872, dans le cadre de la loi de séparation du shintō et du bouddhisme, le gouvernement de Meiji lève par ordonnance l'interdiction dans tout le pays,. Durant le XXe siècle, le mont Nyohō devient un site touristique parmi d'autres dans le parc national de Nikkō dont l'attrait touristique s'amplifie au début du siècle suivant,.

## Activités

### Randonnée

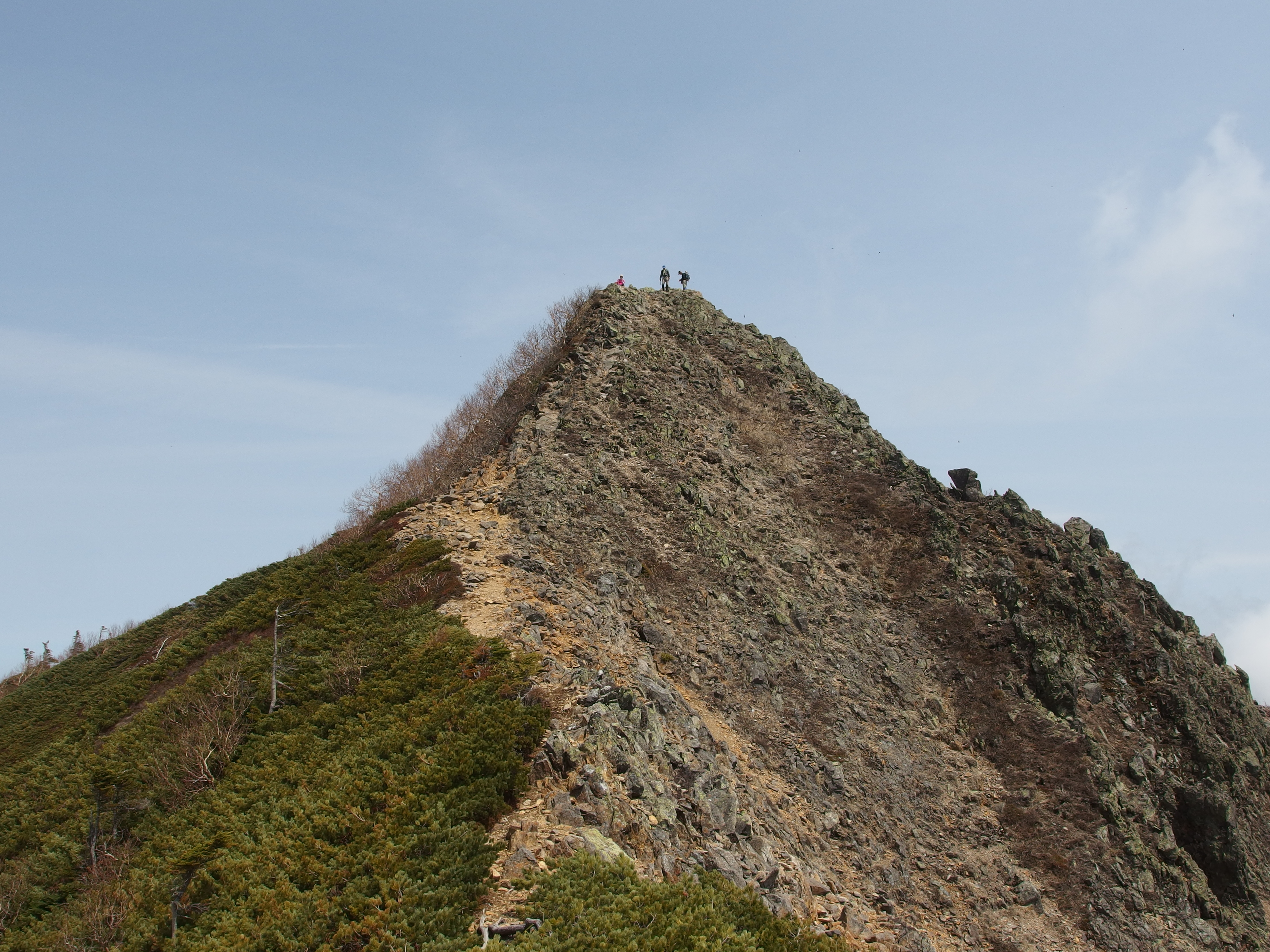
Sommet du mont Nyohō.

La voie traditionnelle d'ascension du mont Nyohō est celle empruntée depuis des centaines d'années par les ascètes montagnards adeptes du shugendō, une tradition spirituelle japonaise d’inspiration bouddhiste. Étendue sur environ 10 km de long et 1 800 m de dénivelé, elle mène jusqu'au sommet du volcan par la face sud-est, à l'ouest de la rivière Inari, depuis l'enceinte du sanctuaire Futarasan dans le centre-ville de Nikkō,. Une autre voie, longue d'environ 7,5 km, débute, à l'ouest de la rivière Inari, dans le périmètre du Jakko-jinja, un sanctuaire construit en 820 par le moine bouddhiste Kukai et dédié à la princesse Shitateru, fille d'Ōkuninushi, une divinité du shintō. Au pied de la face sud de la montagne (altitude 1 730 m), elle rejoint un sentier qui conduit au sommet. L'ascension est aussi possible par la face sud-ouest en suivant un sentier de randonnée qui conduit au rebord sud-ouest du cratère et par la face est via le mont Akanagi,. Une autre voie d'accès au sommet du mont Nyohō débute au col de montagne Fujimi (2 036 m), situé entre les monts Komanago et Taishaku. Du sommet de ce dernier, un chemin de crête, d'environ 700 m de long, mène au sommet du volcan (versant ouest),.
En hiver, la randonnée en raquette à neige est pratiquée par quelques rares marcheurs le long de la rivière Inari et de ses affluents dont les eaux sont partiellement figées par le froid.

### Sawanoboriet sports d'hiver

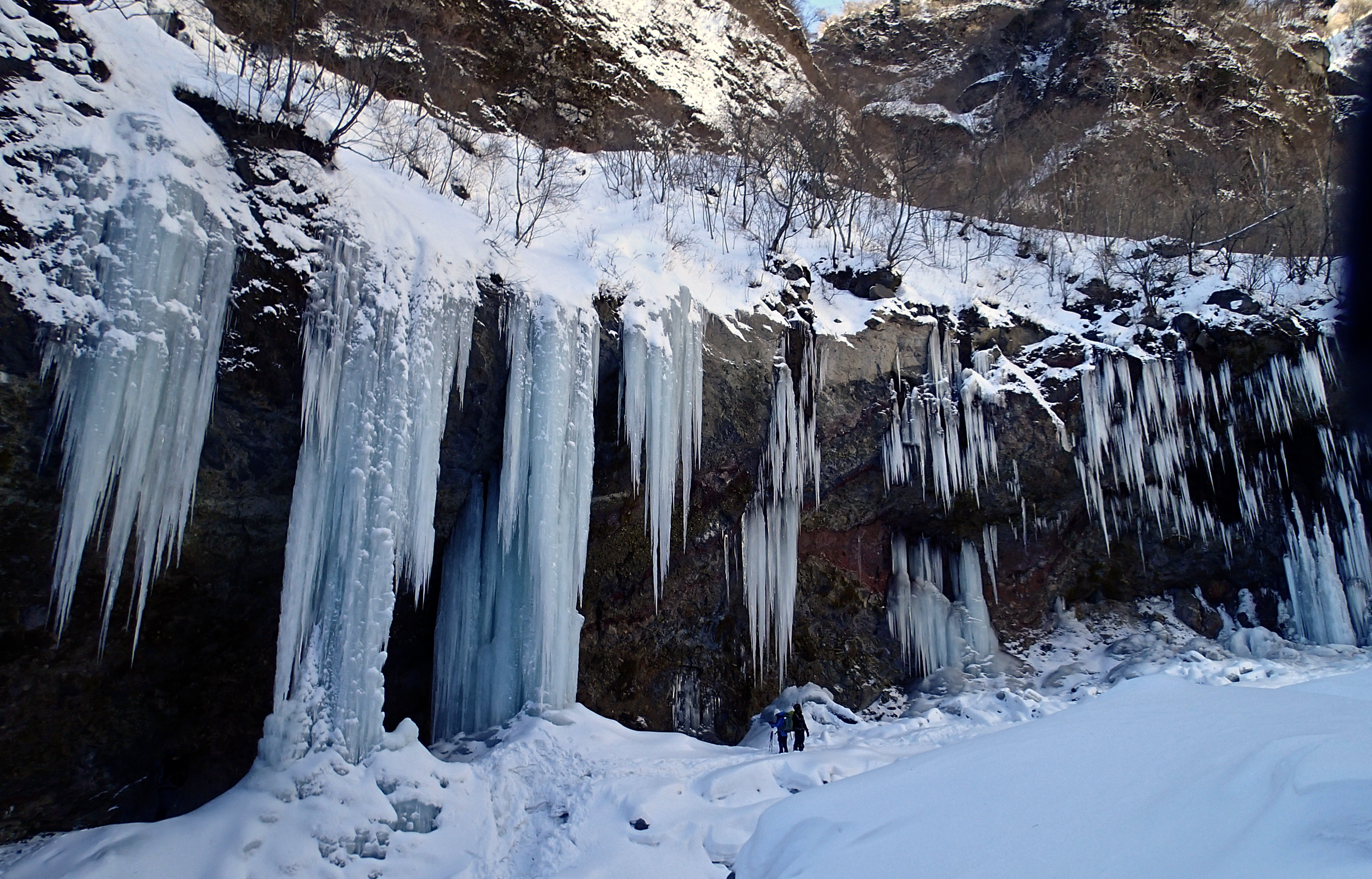
« Stalactites » de glace le long d'une paroi rocheuse dans la vallée d'Unryū.

La vallée d'Unryū, qui s'ouvre dans le prolongement de l'effondrement du rebord sud-est du cratère du mont Nyohō, est propice à la pratique du sawanobori, une forme de canyonisme adaptée aux traditions japonaises plus que millénaires d'exploration de l'espace montagnard,. Durant la période estivale, des groupes de randonneurs remontent le cours des tributaires de la rivière Inari qui prennent leur source sur les pentes du mont Nyohō, et escaladent les nombreuses chutes d'eau (les cascades Tomoshirazu, Nana, Kuroiwa, etc.) formées le long du cours supérieur de ces ruisselets.
Au cœur de l'hiver — mois de janvier et février —, l'eau des cascades de la vallée se fige et forme des pics de glace de plusieurs dizaines de mètres de hauteur et de larges murs de glace favorables à la pratique de l'escalade glaciaire,,. C'est, en particulier, le cas de la chute Unryū qui offre un défi de taille aux grimpeurs : un mur de glace d'une hauteur de plus de 100 m. Compte tenu des conditions sévères de température imposées par le froid rigoureux qui règne en cette période de l'année dans la vallée d'Unryū, un groupe de sauveteurs est mobilisé chaque année par la ville de Nikkō pour encadrer les activités de neige et intervenir en cas d'accident.

### Gestion des risques naturels

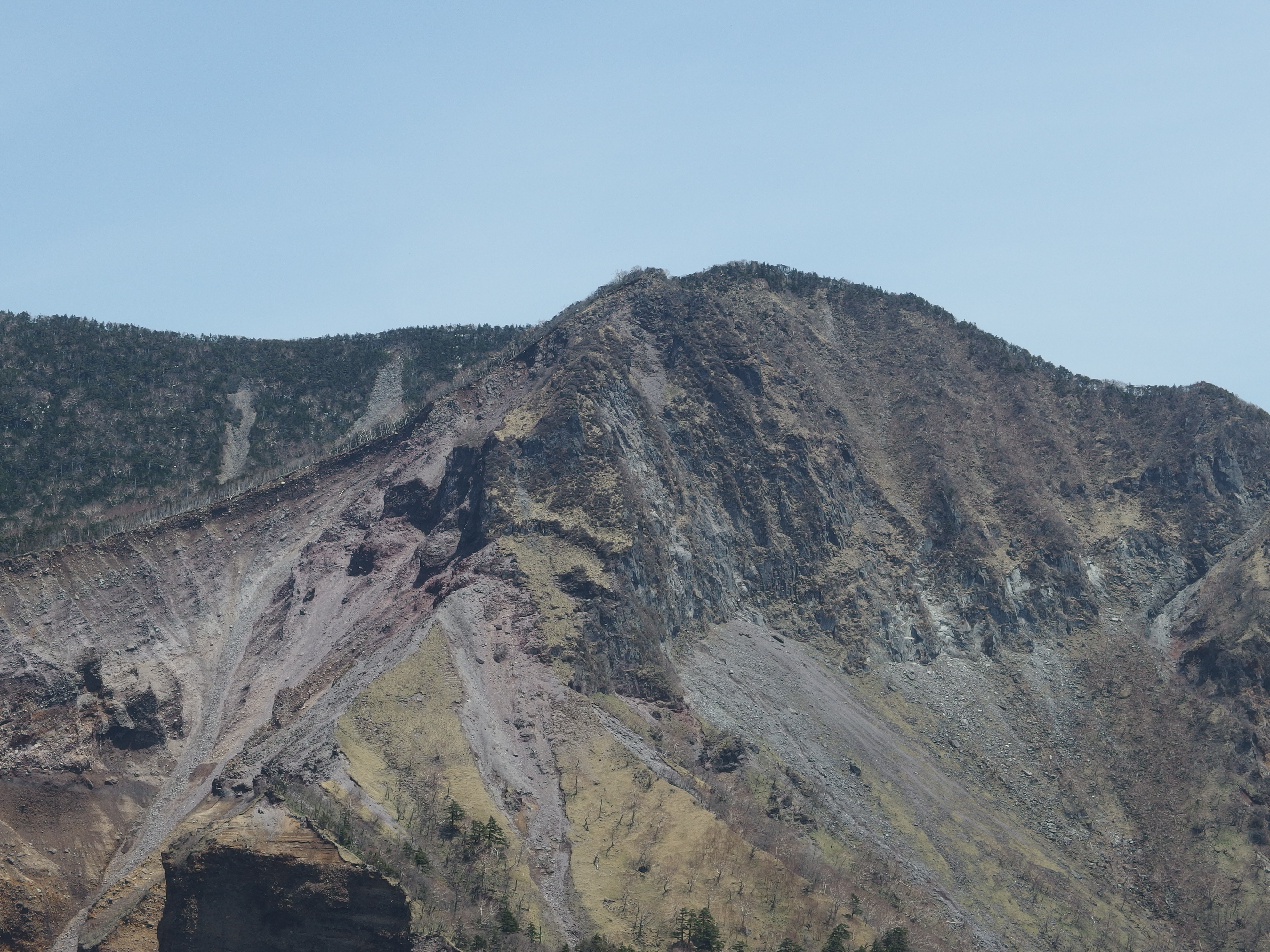
L'effondrement Oshikaotoshi sur la paroi interne du cratère du mont Nyohō.

Le mont Nyohō, comme tous les volcans des monts Nikkō, est constitué de roches instables d'origine volcanique, dont l'érosion par les intempéries provoque de fréquents glissements de terrain. Fin juillet 1662, des pluies torrentielles sous orage s'abattent sur la ville de Nikkō, provoquant un glissement de terrain sur les pentes du mont Akanagi. Dans la vallée d'Unryū, au pied de la montagne, la rivière Inari déborde et fait sortir de son lit la rivière Daiya, dont elle est un affluent de rive gauche. Les inondations subséquentes causent des dégâts importants ; plus de 300 personnes sont retrouvées mortes et 140 autres sont portées disparues,. En 1902, le passage d'un typhon provoque une nouvelle crue importante de la rivière Inari, qui charrie des débris rocheux qui endommagent des habitations et des terres cultivées le long de son cours inférieur. Près d'une berge du ruisseau Tengu, un tributaire de la rivière, le bâtiment principal du sanctuaire Takinoo est détruit. Seize ans plus tard, un service de contrôle des crues de la rivière Inari voit le jour à Nikkō, et, au début des années 1920, des seuils artificiels destinés à lutter contre les effets de l'érosion torrentielle sont construits sur le cours d'eau. En 2002, le gouvernement japonais classe quelques-uns de ces ouvrages d'art dans la catégorie des biens culturels matériels nationaux enregistrés, ce qui assure une attention particulière de l'État quant à leur conservation,.
Le service de contrôle des crues de la rivière Inari, fondé sous la tutelle du ministère de l'Intérieur, étend son périmètre d'intervention et devient le bureau de contrôle de l'érosion de la ville de Nikkō, une antenne locale du ministère du Territoire, des Infrastructures, des Transports et du Tourisme, chargé de la protection contre les risques de glissement de terrain sur tout le territoire japonais,. Il a construit et entretient à flanc de montagne des murs de soutènement, conçus pour contrôler les flux de matières minérales produites par l'érosion des pentes du mont Nyohō sous l'effet des pluies annuelles abondantes, de la fonte des neiges ou, plus rarement, de l'activité sismique souterraine. Ces travaux de géotechnique doivent assurer la protection des personnes et des biens, et permettre le reboisement de la montagne.

## Le mont Nyohō dans la culture populaire

### Symbolisme religieux

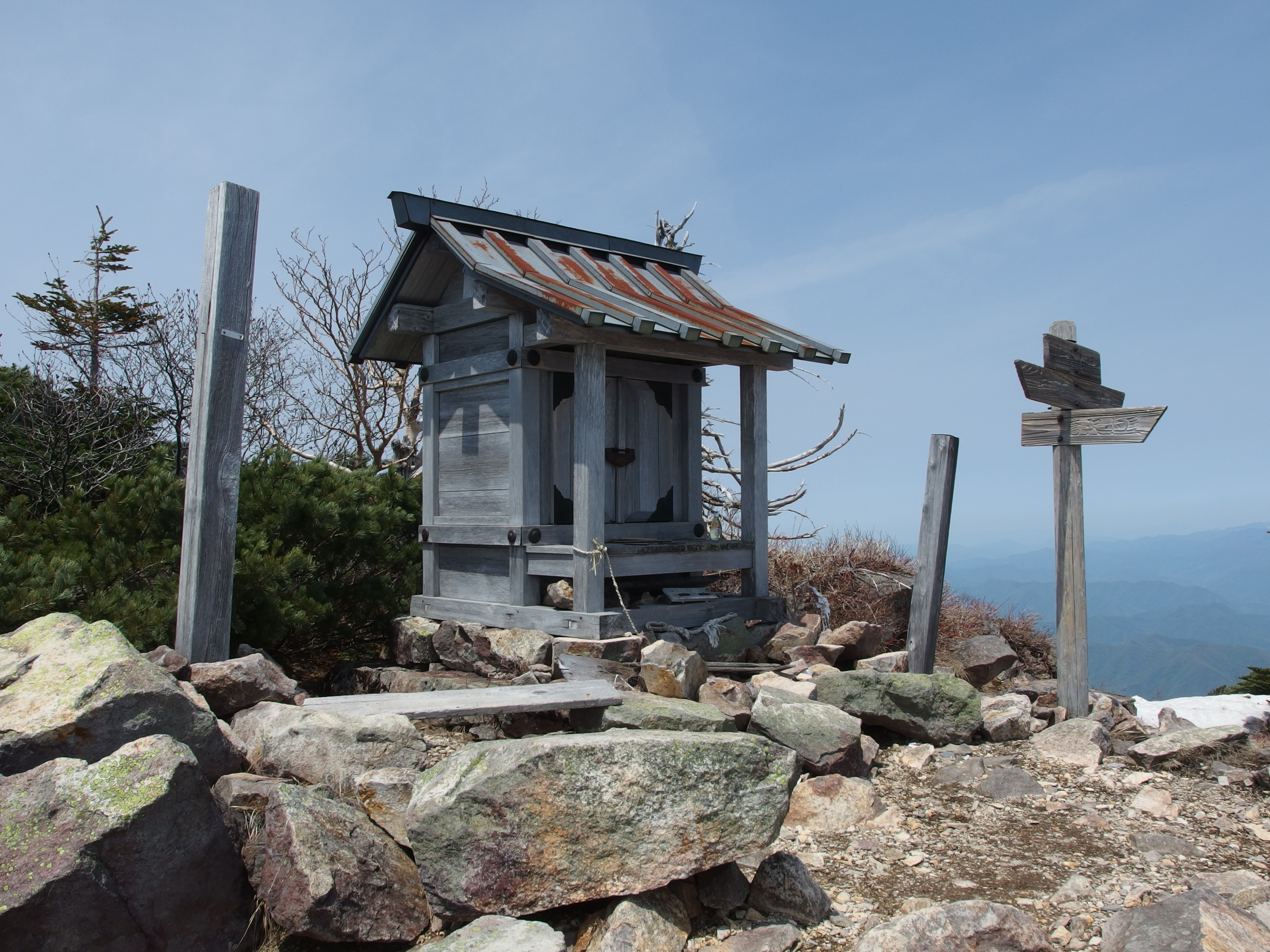
Sanctuaire shintō miniature, au sommet du mont Nyohō.

Le territoire formé par les environs du lac Chūzenji, le cours de la rivière Daiya, les monts Nantai, Tarō, Nyohō, Ōmanago et Komanago est une terre sacrée du shintoïsme, pour lequel les montagnes incarnent des divinités, et du bouddhisme qui trouve là une incarnation de la Terre pure de Kannon depuis le pèlerinage du moine bouddhiste Shōdō Shōnin dans la région au VIIIe siècle. Les trois montagnes vénérées par Shōdō Shōnin et ses disciples sont collectivement appelées sous le nom Nikkō-san (日光山), un terme générique pour désigner le massif montagneux formé par les trois volcans et ses environs,.

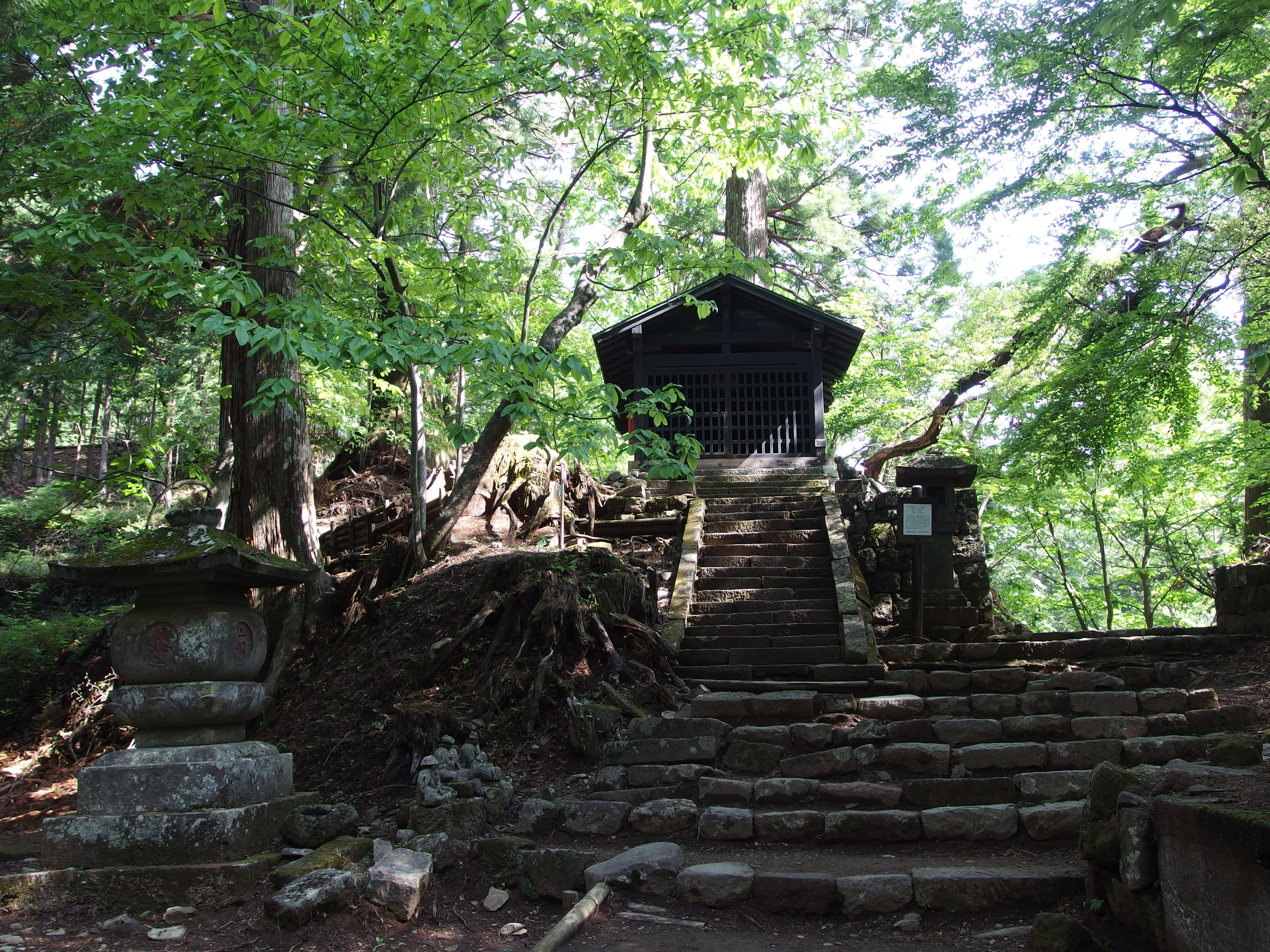
Gyōjadō : chapelle bouddhique, lieu d'entraînement des ascètes montagnards du shugendō.

Le sentier de randonnée qui mène au sommet du volcan depuis l'enceinte du sanctuaire Futarasan dans le centre-ville de Nikkō est avant tout un chemin sacré et historique de pèlerinage. Situé environ 600 m au nord-ouest du Futarasan-jinja, il s'ouvre près d'un Gyōjadō, chapelle bouddhique érigée en l'honneur d'En no Gyōja, fondateur du shugendō au VIIe siècle, et lieu de culte et d'entraînement des ascètes montagnards. Des statuettes votives en pierre, disséminées tout le long du parcours d'ascension, rappellent que le mont Nyohō est un lieu de prédilection des adeptes des pratiques ascétiques du shugendō.
Au sommet de la montagne, l'oku-miya, but de tout pèlerinage au mont Nyohō, honore la montagne elle-même, comme goshintai, entité naturelle servant de demeure à un esprit de nature divine. Ce lieu saint, annexe du sanctuaire Takinoo affilié au sanctuaire Futarasan, est une modeste structure en bois consacrée à la princesse Takiri, fille d'Amaterasu, la déesse solaire tutélaire de l’archipel nippon,.

### Fraise Nyohō
À l'ère Taishō (1912-1926), les premières cultures de fraises sont introduites au Japon, dans la préfecture de Tochigi. Ce n'est cependant qu'entre 1945 et 1955 que la production décolle véritablement dans la préfecture. Par la suite, des recherches scientifiques sont conduites pour créer de nouvelles variétés. Au début des années 1980, la culture d'un hybride issu d'une sélection végétale : la fraise « Tochigi 2 », est expérimentée dans quelques municipalités du Sud de la préfecture, comme Kanuma et le bourg de Ninomiya, intégré depuis 2009 à la ville de Mooka,. En janvier 1984, le gouverneur préfectoral baptise la « Tochigi 2 » du nom de fraise Nyohō, en formant le vœu que la production de cette nouvelle variété s'élève aussi haut que le sommet du mont Nyohō de la ville de Nikkō,. En 1985, la fraise Nyohō représente moins de 20 % de la production de Tochigi. Cinq ans plus tard, près de 100 % des fraises produites dans la préfecture sont de la variété Nyohō. La saison de maturation plus longue de celle-ci permet de fournir le marché intérieur japonais en décembre, notamment durant la période de Noël, lorsque la demande est la plus forte et les prix les plus élevés,. À partir du milieu des années 1980, sa commercialisation dans tout le Japon propulse Tochigi au rang de premier producteur de fraises de l'archipel nippon.